# Black Gives Way to Blue
Black Gives Way to Blue ist das vierte Studioalbum der amerikanischen Rockband Alice in Chains. Es erschien am 25. September 2009 bei Virgin Records/EMI. Es ist das erste ohne Sänger Layne Staley, der am 5. April 2002 gestorben war, und das erste seit 14 Jahren. Neuer Sänger ist William DuVall (zuvor bei Comes With the Fall).

## Entstehungsgeschichte
Ende 2005 hatte die Band sich zunächst vorübergehend für ein Konzert für die Opfer der Tsunami-Katastrophe wiedervereinigt. Es folgten einige weitere Konzerte im Laufe des Jahres 2006, für die William DuVall engagiert wurde. Zunächst äußerte sich die Band, etwa auf der Homepage, zurückhaltend zu einer echten Reunion, gab aber bekannt, an neuen Songs zu arbeiten. Die Band sagte im Nachhinein, es sei „kein schneller Entschluss“ gewesen, die Platte aufzunehmen, sondern „der Endpunkt eines langen Prozesses...“. Im Herbst 2008 ging die Band dann mit diesem Material und gemeinsam mit Foo-Fighters-Produzent Nick Raskulinecz ins Studio, bis zum 18. März 2009 waren die Aufnahmen abgeschlossen. Die Platte wurde von Randy Staub in Los Angeles und Vancouver abgemischt. Bereits vorab erschien am 30. Juni 2009 die erste Single A Looking in View, die auch über die Bandhomepage abrufbar war. Am 25. September erschien die Platte auf dem neuen Label Virgin/EMI, was den ersten Labelwechsel in der über 20-jährigen Bandgeschichte markiert. In den USA erreichte das Album Platz fünf der Billboard-Charts, in Kanada Platz 4 der dortigen Charts. Als weitere Singles wurden Check My Brain (17. August) und Your Decision (16. November) veröffentlicht.

## Stil
Stilistisch knüpft Black Gives Way to Blue unmittelbar an die Anfang bis Mitte der 1990er-Jahre entstandenen Alben an, etwa bezogen auf die üblicherweise von harten Riffs bestimmte Gitarrenarbeit – zum Beispiel mit Bendings wie bei der Single Check My Brain – und den zweistimmigen Gesang, bei dem Gitarrist Jerry Cantrell teilweise die Leadstimme übernimmt.

„So komponiere ich nun mal. Ich habe diesen Stil über 20 Jahre entwickelt, wobei mir Layne sehr geholfen hat. Früher sang ich nur Backing-Vocals, obwohl ich immer schon viele Texte und Melodielinien schrieb. Layne gab mir das nötige Selbstvertrauen und trat mir so oft in den Hintern, bis ich mich auch an Leadvocals herantraute. Wir beide waren ein verdammt gutes Team, und diese Vibes sind auch auf der neuen Scheibe zu hören.“

Dennoch gab es Unterschiede im Songwriting-Prozess, der auf diesem Album fast ausschließlich von Jerry Cantrell übernommen wurde. Der neue Sänger William DuVall sagte, er habe sich zunächst in die Band „hineinarbeiten“ müssen.

„Es ist eine große Herausforderung, ohne ein wichtiges Bandmitglied und einen guten Freund weiterzumachen, und das Gewicht liegt nicht allein auf Williams Schultern. Er kann und soll Layne nicht ersetzen, denn Layne war einzigartig. Aber William macht einen exzellenten Job, er brachte sich ins Songwriting ein und geht respektvoll mit dem alten Material um.“

Mit Your Decision, When the Sun Rose Again und dem Titelstück sind auch drei ruhigere Stücke enthalten. Bei letzterem, Layne Staley gewidmet, ist Elton John am Klavier zu hören. Auf eine E-Mail von Jerry Cantrell habe er sich zur Zusammenarbeit bereiterklärt und spielte das Stück im Zuge eines gemeinsam mit der Band verbrachten Nachmittags in Las Vegas ein. Bei einigen Songs wurden auch weitere Instrumente wie Streicher, Vibraphon oder Tablas verwendet.

## Titelliste
1. All Secrets Known – 4:43
2. Check My Brain – 3:58
3. Last of My Kind – 5:53 (Cantrell, DuVall)
4. Your Decision – 4:43
5. A Looking in View – 7:06 (Cantrell, DuVall, Kinney, Inez)
6. When the Sun Rose Again – 4:00
7. Acid Bubble – 6:56
8. Lesson Learned – 4:17
9. Take Her Out – 4:00
10. Private Hell – 5:38
11. Black Gives Way to Blue – 3:04

Alle Titel wurden von Jerry Cantrell geschrieben, außer wo anders angegeben.

## Singleauskopplungen
| Jahr | Titel             | Höchstplatzierung, Gesamtwochen, AuszeichnungChartplatzierungen (Jahr, Titel, , Platzierungen, Wochen, Auszeichnungen, Anmerkungen) | Höchstplatzierung, Gesamtwochen, AuszeichnungChartplatzierungen (Jahr, Titel, , Platzierungen, Wochen, Auszeichnungen, Anmerkungen) | Höchstplatzierung, Gesamtwochen, AuszeichnungChartplatzierungen (Jahr, Titel, , Platzierungen, Wochen, Auszeichnungen, Anmerkungen) | Höchstplatzierung, Gesamtwochen, AuszeichnungChartplatzierungen (Jahr, Titel, , Platzierungen, Wochen, Auszeichnungen, Anmerkungen) | Höchstplatzierung, Gesamtwochen, AuszeichnungChartplatzierungen (Jahr, Titel, , Platzierungen, Wochen, Auszeichnungen, Anmerkungen) | Anmerkungen                           |
| Jahr | Titel             | DE | AT | CH | UK | US | Anmerkungen                           |
| ---- | ----------------- | --- | --- | --- | --- | --- | ------------------------------------- |
| 2009 | A Looking in View | — | — | — | — | — | Erstveröffentlichung: 30. Juni 2009   |
| 2009 | Check My Brain    | — | — | — | — | US92 (4 Wo.)US | Erstveröffentlichung: 17. August 2009 |

## Rezeption

### Rezensionen
Stephen Thomas Erlewine von AllMusic schrieb, es sei ein Unterschied zu versuchen, vergangenem Ruhm nachzueifern oder zu den eigenen Wurzeln zurückzukehren, Alice in Chains täten letzteres. Vier von fünf Sternen wurden vergeben. Das Rolling-Stone-Magazin nannte zwar Check My Brain so eingängig wie die alten Hits, sonst fehlten aber „großartige Lieder“. Die Bewertung war zweieinhalb von fünf Sternen. Die Times hob sowohl die Qualitäten von William DuVall hervor, als auch die „majestätischen Refrains“ und „dunkel-atmosphärischen Balladen“. Sie bewertete das Album mit vier von fünf Sternen. Im Rock Hard vergab Michael Rensen 8,5 von zehn möglichen Punkten. Obwohl das Album klänge wie ein „zeitnaher Nachfolger“ der früheren Alben, verzichte es auf „plumpe Selbstzitate und dick aufgetragene Retro-Politur“. Cantrell und DuVall schafften es, Layne Staley „wenn nicht zu ersetzen, so doch zumindest würdig zu vertreten.“ Die Platte sei eine der „ganz große(n) Revival-Überraschung(en) des Jahres“. Im Online-Magazin The-Pit.de vergab Katharina Neuert 9,5 von zehn Punkten. „Man sollte meinen“, so die Rezensentin, „dass es schwer für DuVall sein würde, das Erbe seines Vorgängers weiterzuführen“, aber der Singer/Songwriter setze „die Songs seiner neuen Band mit einer fast traumwandlerischen Sicherheit und Perfektion um, die jedem Fan Tränen der Freude in die Augen treiben wird.“
Die Redaktion des Metal Hammers wählte Black Gives Way to Blue zum Album des Jahres 2009.

### Charts und Chartplatzierungen
| ChartsChartplatzierungen       | Höchstplatzierung | Wochen |
| ------------------------------ | ----------------- | ------ |
| Deutschland (GfK)              | 21 (4 Wo.)        | 4      |
| Österreich (Ö3)                | 14 (3 Wo.)        | 3      |
| Schweiz (IFPI)                 | 21 (5 Wo.)        | 5      |
| Vereinigtes Königreich (OCC)   | 19 (2 Wo.)        | 2      |
| Vereinigte Staaten (Billboard) | 5 (32 Wo.)        | 32     |

### Auszeichnungen für Musikverkäufe
| Land/Region               | Auszeichnungen für Musikverkäufe (Land/Region, Auszeichnung, Verkäufe) | Verkäufe |
| ------------------------- | ---------------------------------------------------------------------- | -------- |
| Kanada (MC)               | Gold                                                                   | 40.000   |
| Vereinigte Staaten (RIAA) | Gold                                                                   | 500.000  |
| Insgesamt                 | 2× Gold ·                                                              | 540.000  |